# Gwen Jorgensen
Gwen Rosemary Jorgensen (Waukesha, 25 de abril de 1986) é uma triatleta profissional estadunidense, campeã olímpica. 

## Carreira

### Campeonato Mundial
Gwen Jorgensen é atual bicampeã mundial 2014 e 2015, ela possui 11 títulos de etapas do mundial de triatlo,

### Rio 2016

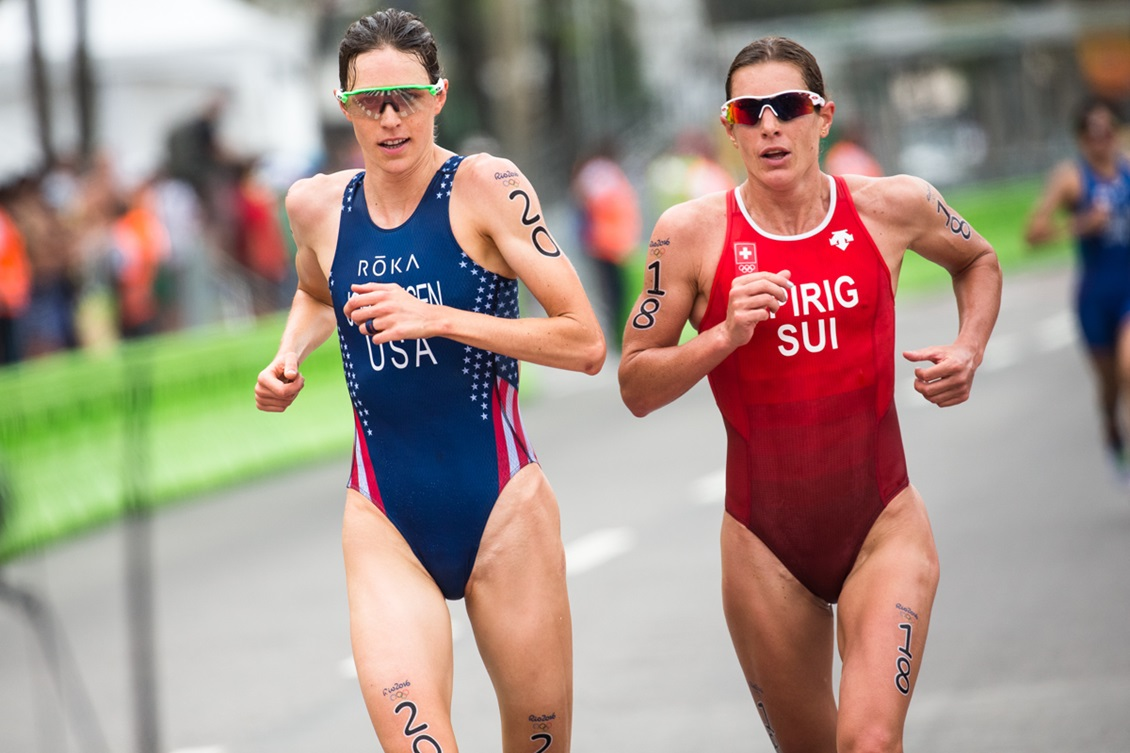
Disputa entre Gwen Jorgensen e Nicola Spirig

Após fazer um excelente ciclo olímpico 2013-2016, Gwen era considerada a favorita ao ouro, mesmo sem grandes resultados no ano de 2016, ela trabalhou especificamente para o evento.
Na prova do Rio 2016, realizado em 20 de agosto, Gwen sempre se manteve na natação e no ciclismo, no grupo da frente. Na corrida o seu forte fez uma batalha épica contra a então campeã olímpica Nicola Spirig, até a terceira volta. Na última volta Gwen colocou seu ritmo forte, deixando Spirig para atrás para conquistar a medalha de ouro. Gwen chorou efusivamente após a linha de chegada, sendo a primeira estadunidense campeã olímpica no triatlo.